# Magdalena Sybilla z Saksonii-Weißenfels
Magdalene Sibylle (ur. 3 września 1673 w Halle, zm. 28 listopada 1726 w Eisenach) – księżniczka Saksonii-Weißenfels i poprzez małżeństwo księżna Saksonii-Eisenach. Pochodziła z rodu Wettynów.
Była córką księcia Saksonii-Weißenfels Jana Adolfa I i jego żony księżnej Joanny Magdaleny.
28 lipca 1708 w Weißenfels poślubiła dwukrotnie owdowiałego księcia Saksonii-Eisenach Jana Wilhelma. Para miała troje dzieci:
- księżniczkę Joannę Magdalenę Zofię (1710-1711)
- księżniczkę Krystynę Wilhelminę (1711-1740)
- księcia Jana Wilhelma (1713-1713)